# Chaetocarpus coriaceus
Chaetocarpus coriaceus là một loài thực vật có hoa trong họ Peraceae. Loài này được Thwaites mô tả khoa học đầu tiên năm 1861.